# Plasa Teiuș
Plasa Teiuș (între 1918 și 1950) a fost o unitate administrativă sub-divizionară de ordin doi în cadrul județului Alba (interbelic). Reședință de plasă era comuna Teiuș.

## Descriere
Plasa Teiuș a existat între anii 1918-1950. Prin Legea nr. 5 din 6 septembrie 1950 au fost desființate județele și plășile din țară, pentru a fi înlocuite cu regiuni și raioane, unități administrative organizate după model sovietic.

## Date demografice
La recensământul din 1930 au fost înregistrați 24.736 locuitori, dintre care (din punct de vedere etnic) 22.144 români (89,5%), 2.239 maghiari (9,1%), 178 evrei (0,7%) ș.a.
Sub aspect confesional populația era alcătuită din 14.450 greco-catolici (58,4%), 7.463 ortodocși (30,9%), 1.728 reformați (7%), 572 romano-catolici (2,3%) ș.a.

## Materiale documentare

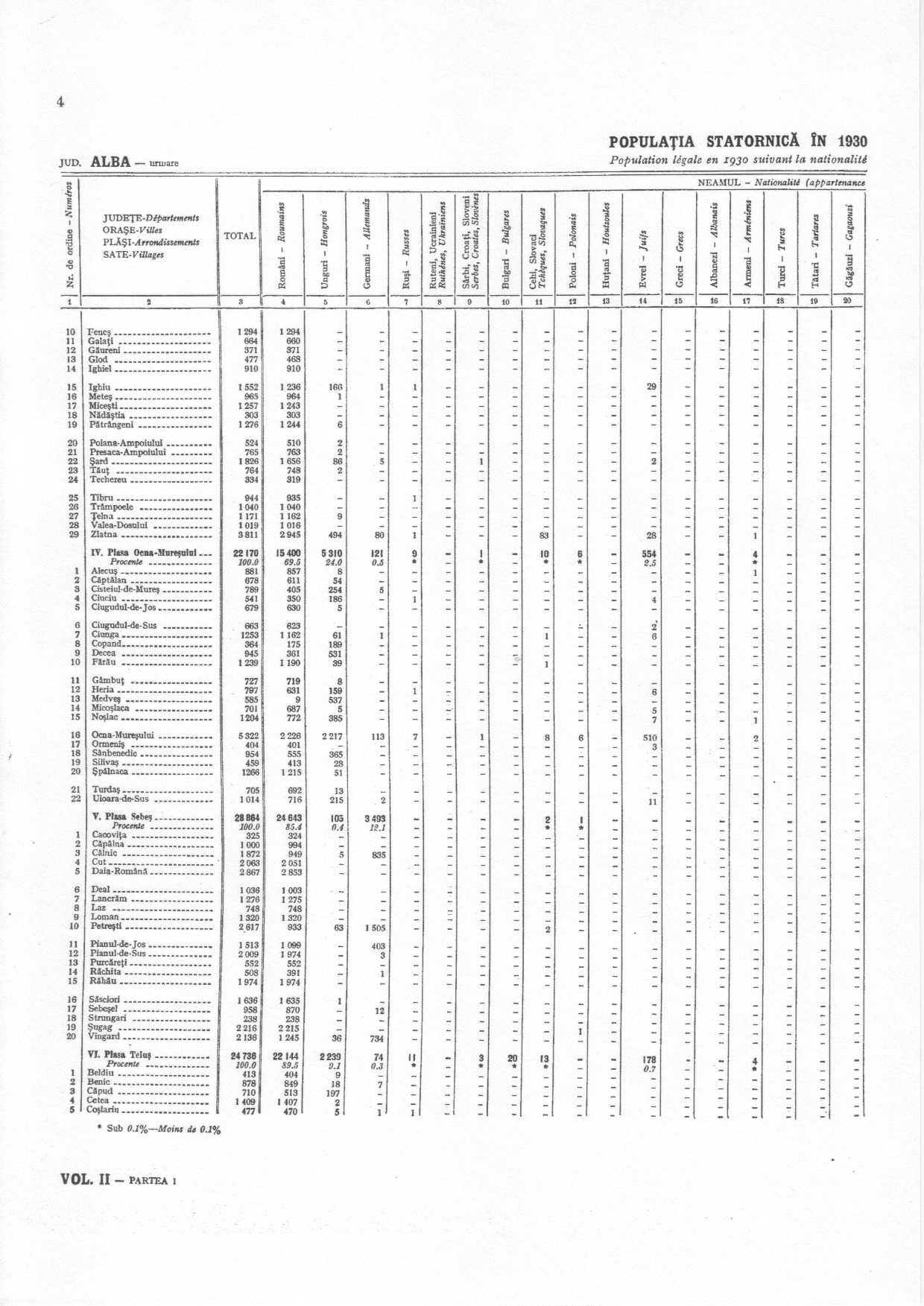
Datele aferente plășii Teiuș la recensământul din 1930 (Etnii - partea I)
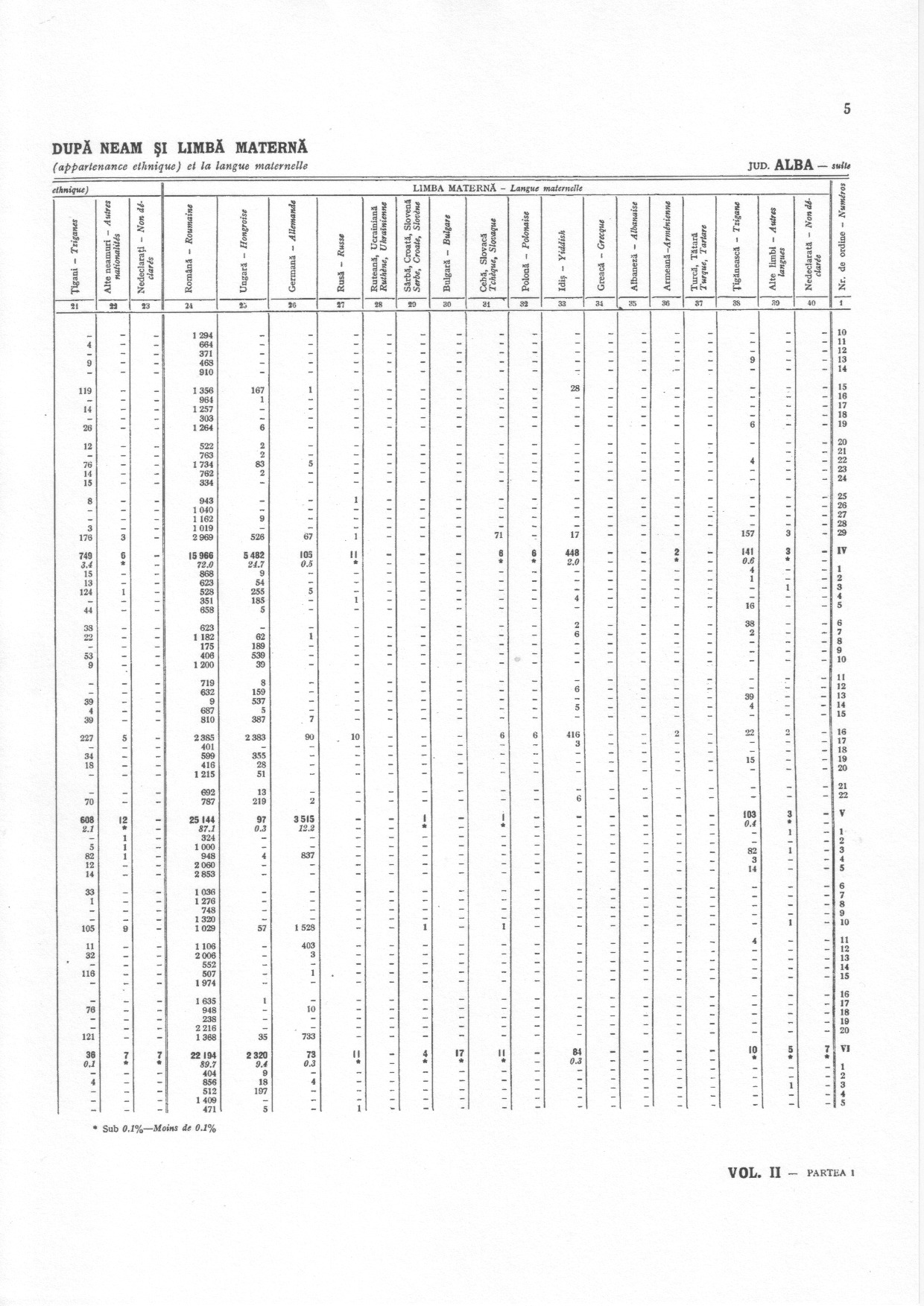
Datele aferente plășii Teiuș la recensământul din 1930 (Etnii - partea a II-a)
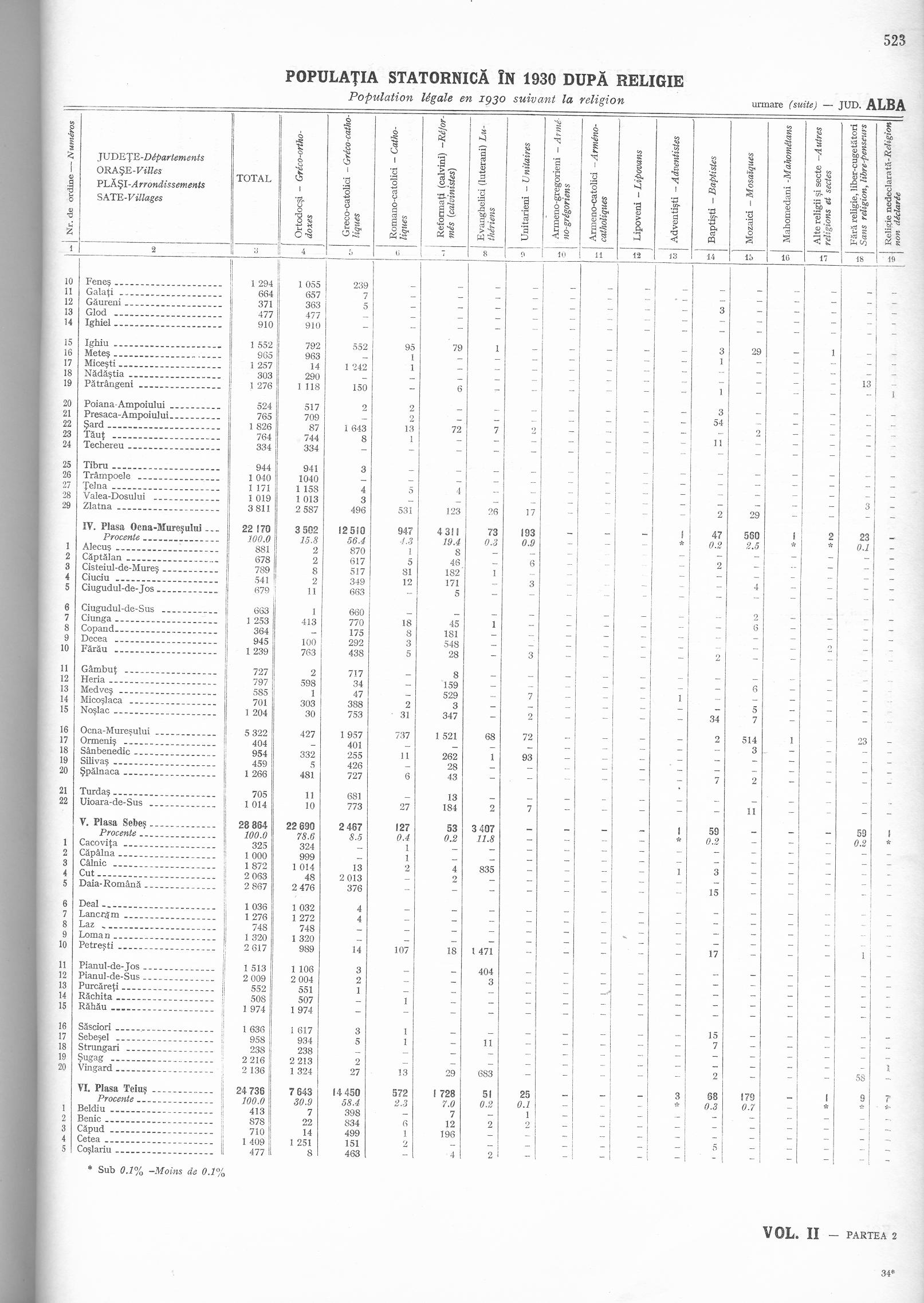
Datele aferente plășii Teiuș la recensământul din 1930 (Confesiuni)